# Zerodha
Zerodha Broking Ltd. è una società di servizi finanziari indiana (membro di NSE, BSE, MCX, MCX-SX ), che offre brokeraggio istituzionale e al dettaglio, negoziazione di valute e materie prime, fondi comuni di investimento e obbligazioni. Fondata nel 2010, la società ha sede a Bengaluru e ha una presenza fisica in molte delle principali città indiane.

## Storia
La società viene fondata nell'agosto del 2010 dai due fratelli Nithin e Nikhil Kamath. Il nome scelto ricade su Zerodha, ad indicare una combinazione di parole per gli ideali aziendali: Zero e "Rodha", la parola sanscrita per "barriera".
A partire dal 2019, Zerodha è stato il più grande broker di azioni al dettaglio in India per base di clienti attivi e contribuisce fino al 2% dei volumi di vendita al dettaglio giornalieri nelle borse valori indiane.
Zerodha è anche un investitore in Kofluence, una piattaforma di marketing per influencer adtech guidata dall'intelligenza artificiale. La società aveva raccolto un finanziamento pre-serie di $ 4 milioni a partire dall'8 febbraio 2022.
Nel giugno 2020, Zerodha è entrato nel "unicorn club" con una auto-valutazione di circa $ 1 miliardo. Questa valutazione si è basata sull'esercizio di riacquisto ESOP che la società ha intrapreso valutando ciascuna azione a più di quattro volte il valore contabile di ₹ 700 per azione.

## Società
Una commissione fissa di un massimo di ₹ 20 viene applicata a un'operazione, indipendentemente dalle sue dimensioni, e offre ai suoi clienti al dettaglio una serie di applicazioni di trading appositamente create.
Zerodha ha una base di più di 12 lakh (12x105 = 1.200.000) di clienti attivi. L'azienda offre inoltre il commercio di materie prime tramite la sua consociata interamente controllata, Zerodha Commodities Pvt. Ltd.
Ha vinto gli "Economic Times Startup Awards 2016" nella categoria "Bootstrap Champ". La società ha anche vinto il premio BSE - D&B "Emerging Equity Broking House Award" nel 2014 e 2015 e il premio NSE "Retail Broker of the Year" nel 2018.

### Rainmatter
Nel 2014, Rainmatter è stato fondato come un fondo early-stage con un corpus di ₹ 50 Crore. Mantenendo la dimensione del biglietto inferiore a 1 milione di dollari per investimento, il fondo si è concentrato sulla riduzione del rischio ma si è concentrato sul finanziamento di start-up nel campo della nuova tecnologia e dello sviluppo di nuovi prodotti. Alcuni investimenti notevoli di Rainmatter sono in start-up come Cred, Finception, Smallcase e Sensibull.

### True Beacon e fondo comune AMC
Nel 2019, Zerodha ha avviato True Beacon, il Fondo di investimento alternativo focalizzato sul fornire rendimenti nei mercati volatili attraverso la loro strategia di investimento difensiva. Il fondo di investimento minimo di $ 2 milioni è stato in grado di generare un rendimento superiore al 13% nel suo primo anno. Nel 2020, Zerodha ha richiesto una licenza per istituire un fondo comune di investimento AMC in India.

## Problemi tecnici e interruzioni
Ci sono state più segnalazioni di problemi tecnici tra cui glitch, interruzioni di sistema e problemi di connettività sulla piattaforma Kite di Zerodha, specialmente nei giorni con elevata volatilità del mercato e giorni di scadenza F&O.
Nel novembre 2020, Livemint ha riferito che alcuni trader di Zerodha si sono lamentati di non essere in grado di accedere alla sua piattaforma Kite a causa di un problema tecnico. Diversi utenti si sono rivolti a Twitter per segnalare un problema di accesso. Zerodha, in un comunicato ufficiale, ha ammesso il atto.